# أكيهيكو ياماشيتا
أكيهيكو ياماشيتا (باليابانية: 山下明彦؛ بالكانا: やました あきひこ) هو رسام رسوم متحركة وكاتب سيناريو ومخرج ياباني، ولد في 6 فبراير 1966 في كوراشيكي في اليابان.

## وصلات خارجية
- أكيهيكو ياماشيتا على موقع IMDb (الإنجليزية)
- أكيهيكو ياماشيتا على موقع ألو سيني (الفرنسية)
- أكيهيكو ياماشيتا على موقع أول موفي (الإنجليزية)
- أكيهيكو ياماشيتا على موقع قاعدة بيانات الأفلام السويدية (السويدية)
- أكيهيكو ياماشيتا على موقع قاعدة بيانات الفيلم (الإنجليزية)
- أكيهيكو ياماشيتا على موقع كينوبويسك (الروسية)
- أكيهيكو ياماشيتا على موقع ANN person (الإنجليزية)